# NGC 2466
NGC 2466 este o galaxie spirală situată în constelația Peștele Zburător. A fost descoperită în 20 februarie 1835 de către John Herschel.